# Masacrul de la Jokela
Masacrul de la Jokela a avut loc la 7 noiembrie 2007, în jurul orei 11:40 AM, la liceul din Jokela (Jokelan koulukeskus), Tuusula, Finlanda.
Au decedat 9 persoane: 6 elevi (5 băieți și o fată), directorul liceului, asistenta liceului și atacatorul, care s-a sinucis. 
Atacatorul a fost un tânăr de 18 ani, elev la acea școală numit: Pekka-Eric Auvinen.
Cu câteva ore înainte de incident, atacatorul a postat un mesaj video pe YouTube anunțând masacrul pe care îl va comite.
Acesta a fost al doilea incident de acest tip din istoria Finlandei, primul având loc în 1989, în localitatea Rauma.

## Desfășurarea evenimentelor
La ora 11:44, timp local (09:44 UTC) Pekka-Eric Auvinen a tras primul foc. Majoritatea victimelor au fost găsite la intrarea în holul școlii. La 11:44, după primul foc, directoarea școlii, Helena Kalmi, (61 de ani), a cerut elevilor și profesorilor să se baricadeze în sălile de clasă. În loc sa facă același lucru, directoare s-a pus în calea trăgătorului și a încercat să îl convingă să se predea. Privind de la geamurile claselor, martorii au afirmat că au văzut-o pe doamna Kalmi prima dată fugind de atacator, apoi întorcându-se. A fost împușcată de 7 ori în fața unor buldozere în curtea școlii.[6] Ulterior, asistenta medicală a școlii (43 de ani), a încercat să ajute elevii răniți, dar Auvinen a împușcat-o.
Auvinen a început să patruleze prin școală, lovind si împingând ușile claselor, apoi trăgând prin uși și împușcând persoane la întâmplare, țintind la nivelul trunchiului superior și al capului.
Prima patrulă de poliție a sosit la fața locului la 11:55, urmată ulterior de câteva sute de polițiști, incluzând unități speciale Karhuryhmä. Când poliția a încercat să demareze negocieri trăgătorul a răspuns trăgând un foc la ora 12:04 fără sa rănească pe cineva.
Atacatorul a ucis 8 persoane, apoi s-a sinucis. O persoană a fost rănită de gloanțe, iar 11 persoane au fost rănite de cioburile de sticlă în timp ce încercau să scape din clădirea școlii.
Atacul s-a sfârșit după 40 de minute când Auvinen s-a împușcat în cap. A fost găsit în toaleta școlii, în stare de inconștiență, la ora 13:55. Poliția a securizat clădirea până la ora 16:00. 
Polițiștii nu au deschis focul pe timpul evenimentelor.
Auvinen a fost transportat la spitalul Töölö (care aparține de "Spitalul Central Universitar Helsinki") la ora 14:45, dar a decedat în aceea seară la ora 22:14, din cauza rănii.

## Arma folosită
Auvinen primise permisul port-arma cu 3 săptămâni înainte de eveniment. Era membru al clubului de tir "Helsinki Shooting Club". Purtătorul de cuvânt al clubului a declarat că Auvinen a urmat doar o oră de antrenament.
Arma, descrisă de media ca un "pistol de calibru mic", a fost un SIG Mosquito 22, pistol ce fusese legal obținut și înregistrat de Auvinen la 19 octombrie. Obținuse permisul odată cu înscrierea în clubul de tir și nu avea cazier. După eveniment, au existat voci, inclusiv cotidianul Helsingin Sanomat care a criticat faptul că în Finlanda este mai ușor de obținut un permis de port-armă decât un permis de conducere.
Conform legislației finlandeze, începătorii pot începe tragerile cu o armă de calibru 22.
În cazul armelor cu risc mic, permisul se eliberează pe baza datelor furnizate de aplicant. Membrii unui club de tir sunt considerați persoane fără risc.

## Atacatorul
Auvinen s-a descris ca fiind "un existentialist cinic, umanist antiuman, socialdarwinist antisocial, idealist realist și ateu" pe pagina sa de pe YouTube (Sturmgeist89).
Conform colegilor era liniștit și rezervat dar nu un singuratic. Unii colegi afirmă că ar fi fost hărțuit la școală de către alți elevi, dar colegii vechi și prietenii din copilărie nu sunt de acord cu aceasta afirmație.
Conform profesorilor săi, avea rezultate școlare medii fiind interesat de istorie, filosofie și mișcările extremiste, atât de dreapta cât și de stânga.
Familia lui Auvinen locuiește în Jokela fiind alcătuită din tatăl său, care este muzician, mama, care a fost vicedeputat, membră a "Consiliului Municipal Tuusula" și un frate de 11 ani.
Auvinen avea o serie de conturi online, incluzând un cont YouTube pe care îl folosea pentru a încărca videoclipuri despre împușcături școlare și incidente violente, inclusiv masacrul de la liceul Columbine, asediul din "Waco", atacul cu sarin de la metroul din Tokyo și bombardarea în timpul invaziei din Irak. Cu câteva luni înainte de filmare, un vlogger american, TJ Kirk, a cerut autorităților să investigheze conturile cu conținut de la școală, inclusiv una folosită de Auvinen. Robin McVeigh a organizat mai târziu comunitatea mică, dar vocală a persoanelor online, care au idolatrizat pe ucigașii de masă (cum ar fi Auvinen) în defăimarea atât a vlogger, cât și a prietenului feminin YouTuber, care i-a spus lui Kirk despre pericole, susținând că cei doi l-au agresat pe Auvinen, din partea lui Kirk să ajungă la Auvinen pentru sprijin emoțional.

## Investigațiile criminalistice
Poliția a găsit la fața locului 76 de tuburi de cartușe trase și sute de cutii cu muniție. Pereții și podeaua etajului școlii erau stropiți cu un lichid inflamabil, sugerând ca Auvinen intenționa să incendieze clădirea. A mai fost găsit un bilețel în care Auvinen își motiva actul suicidar și s-a început analizarea postărilor de pe Internet.
Purtătorul de cuvânt al departamentului de criminalitate cibernetică al Poliției din Helsinki a afirmat că "este foarte probabil că au existat unele forme de contact între Pekka-Eric Auvinen și Dillon Cossey. Cossey, un adolescent american de 14 ani a fost arestat în octombrie 2007 sub suspiciunea că ar fi plănuit un atac asemănător la școala sa din Philadelphia.

## Reacții la incident
În ziua următoare masacrului în întreaga Finlandă drapelele au fost arborate în bernă, iar în instituții s-a ținut un moment de reculegere. Primul ministru al Finlandei, Matti Vanhanen a transmis "condoleanțe din partea guvernului", cerând presei, părinților și școlilor să dezbată acest eveniment într-o lumină corectă. Consiliul Național Finlandez al Educației a emis directive pentru personalul didactic, pentru a dezbate evenimentele cu elevii, precum și indicații mai scurte pentru părinți.
Arhiepiscopul Leo al Kareliei și al întregii Finlande a transmis condoleanțele "Bisericii Ortodoxe Finlandeze" rudelor și apropiaților victimelor masacrului.
Președintele Finlandei, Tarja Halonen a transmis și el condoleanțe.
La 9 noiembrie, guvernul finlandez a decis sa înceteze opoziția împotriva directivei Uniunii Europene care recomandă o vârstă minimă de 18 ani pentru a deține o armă de foc, pe tot teritoriul său.
Estonia - Președintele Toomas Hendrik Ilves a transmis condoleanțe din partea poporului eston, președintelui Halonen, spunând că a fost șocat și întristat de această veste.
Islanda - Președintele Ólafur Ragnar Grímsson a transmis condoleanțe din partea poporului islandez, președintelui Halonen.
Norvegia - Regele Harald a transmis un mesaj de condoleanțe președintelui finlandez Tarja Halonen. 
Suedia - Regele Carl Gustaf și-a exprimat condoleanțele și a descris masacrul ca fiind o întâmplare oribilă.[34]
Uniunea Europeană - Președintele Comisiei Europene, José Manuel Durão Barroso a menționat în mesajul său către prim-ministrul finlandez că e "șocat și profund întristat să audă despre oribilele crime".